# Thor Steinar
Thor Steinar ist eine Marke für Bekleidung der deutschen Mediatex GmbH.
Der Verfassungsschutz Brandenburg, der Verfassungsschutz Sachsen, viele zivilgesellschaftliche Organisationen sowie zahlreiche Medienberichte sehen in der Kleidung der Marke Thor Steinar ein Erkennungsmerkmal der rechtsextremen Szene. In der Öffentlichkeit wird die Marke meist in diesem Zusammenhang thematisiert. Ausdrücklich verboten ist das Tragen von Thor-Steinar-Kleidung im Landtag Mecklenburg-Vorpommern sowie in diversen Fußballstadien.

## Marke
Die Marke Thor Steinar wurde im Oktober 2002 von Axel Kopelke aus Königs Wusterhausen registriert. Seit 2003 tritt für Thor Steinar die Mediatex GmbH von Axel Kopelke und Uwe Meusel mit Sitz in Königs Wusterhausen auf. Zwischen 2009 und 2010 hatte Faisal al Zarooni (International Brands General Trading (IBGT) mit Sitz in Dubai) die Geschäftsleitung von Axel Kopelke und Uwe Meusel übernommen.
Am 4. November 2008 wurde die Mediatex GmbH an die Treuhandgesellschaft Al Zarooni Tureva mit Sitz in Dubai verkauft und ein arabischer Geschäftsführer eingesetzt, was einen Boykott der Marke durch mehrere Neonazi-Gruppen zur Folge hatte. Anfang 2010 zogen sich die arabischen Investoren aus dem Unternehmen zurück und der Schweizer Marco Wäspe (auch Waespe) übernahm die Geschäftsführung der Mediatex GmbH mit Geschäftsanschrift in Mittenwalde. 2018 übernahm Martin Kopelke die Geschäftsführung von Wäspe.
Unter dem Markennamen wird Herren-, Damen- und Kinderbekleidung vertrieben. Die Kleidung wird vorwiegend in der Türkei (Jacken und Pullover) und in China produziert.

## Logo

Ursprüngliches (li.; bis 2004) und derzeitiges Logo (re.; ab 2005)

Das ursprüngliche Logo von Thor Steinar war eine Binderune aus einer Kombination der Tyr- und der Siegrune. Die Tyr-Rune steht in der Runenesoterik für Kampf und Aktion. Der Bezug auf „heidnische“ Mythologie wird auch durch Aufdrucke auf der Kleidung unterstützt.
Das Logo wirkte optisch wie eine horizontale Wolfsangel mit aufgesetztem Pfeil. Mehrere Staatsanwaltschaften und Gerichte sahen darin den Straftatbestand des Verwenden von Kennzeichen verfassungswidriger Organisationen (§ 86a StGB), siehe Abschnitt Juristische Auseinandersetzungen.
Nachdem das Amtsgericht Königs Wusterhausen am 9. November 2004 die bundesweite Beschlagnahmung der Kleidung mit dem Logo angeordnet hatte, entwarf Thor Steinar ein neues Logo. Dieses besteht aus einer Gebo-Rune, die Gabe, Gastfreiheit und Ehe symbolisieren soll, mit zwei Punkten.
Seit spätestens 2013 wird das ursprüngliche Logo in abgewandelter Form (in einen Kreis mit Sonnenstrahlen eingeschrieben) auf der Website wieder verwendet.

## Design
Die meisten Textilien tragen den Schriftzug Thor Steinar und ein Logo der Marke. Letzteres wurde oft auch in Verbindung mit der norwegischen Flagge verwendet, wobei sich das Logo meist in der Mitte des Kreuzes der norwegischen Flagge befand. Bei neueren Textilien wird dagegen die originale norwegische Flagge verwendet. Die Regierung von Norwegen wandte sich bereits 2006 an deutsche Behörden, um den Missbrauch der norwegischen Flagge zu unterbinden, und hat im Februar 2008 auf Grund „widerrechtlicher Verwendung staatlicher Hoheitszeichen“ Anzeige gegen den damals unter Protex firmierenden Hersteller erstattet.
Typisch für einen Teil der Textilien ist die Verwendung von Fleckentarnung. Stilistisch lehnt sich die Marke an bestehende Streetwearstile an. Thor Steinar bietet zudem insbesondere eine Reihe von Kleidungsstücken an, die Klassikern oder den jeweils aktuellen Moden etablierter Marken sehr nahekommt.
Nach Einschätzung des Verfassungsschutz Brandenburg nehmen die Schriftzüge auf den Kleidungsstücken „[in]haltlich […] Bezug auf vorchristlichen Germanen-Kult und eine glorifizierende Sicht der Wehrmacht“. Charakteristisch für das Sortiment sei ein „Spiel mit mehr oder weniger verhohlenen Andeutungen an der Grenze zur Strafbarkeit“.

## Öffentliche Rezeption
Der Marke Thor Steinar wird von Antifa-Gruppen und in Zeitungsberichten vorgeworfen, eine „Designermarke von und für Rechte“ zu sein. Dies wird mit folgenden Argumenten begründet:
- Die Inhaber und Mitarbeiter der Mediatex GmbH seien Mitglieder der Neonaziszene. Laut Berichten der Tageszeitung soll ein Mitarbeiter des Brandenburger Verfassungsschutzes die Mitarbeit von „Rechtsextremisten“ in dem „engeren und weiteren Umfeld der Firma“ bestätigt haben.[19] Die Märkische Allgemeine Zeitung zitierte bereits 2004 einen Verfassungsschützer: „Es gibt Rechtsextremisten, die der Firma angehören.“[20] Der Geschäftsführer Uwe Meusel soll dies allerdings bestritten haben.[19] Diese Vorwürfe wurden durch eine Pressemitteilung des Antifaschistischen Infoblatts untermauert. Dort wurde behauptet, ein ehemaliger Mitarbeiter von Thor Steinar, Udo Siegmund, auf den eine Zeitlang auch die Webseiten der Marke angemeldet waren, habe Kontakte zur militanten Neonazi-Szene in Schweden und habe ein Rechtsrock-Konzert der neonazistischen Organisation Nationalsocialistisk front (NSF) besucht.[21]

- Auf einigen Kleidungsstücken von Thor Steinar sei Werbung für die schwedische Rockband Ultima Thule (dt. Das äußerste Thule[22]) gemacht worden.[23] Wegen ihrer Verstrickungen in die rechtsextreme Szene in Schweden und einiger nationalistischer Lieder wird die Band häufig dem Rechtsrock zugeordnet.

- Die Kombination der Runen im alten Logo wird in derselben Anordnung auch vom rechtsextremen Thule-Seminar als Logo verwendet. Auch habe das alte Logo Ähnlichkeit mit dem Logo der neonazistischen „Kameradschaft Treptow“.[19][24]

- Der Aufdruck „Division Thor Steinar“ sei in Anlehnung an den Namen des Generals der Waffen-SS Felix Steiner gewählt.[25][26]

- Der Aufdruck auf der Kapuzenjacke „No Inquisition“, der einen Adler darstellt, der einen Fisch in seinen Klauen hält, sei eine neonazistisch geprägte Bildmarke, die sich die neonazistische und neopagane Organisation „Artgemeinschaft“ im Januar 2003 durch ihren damaligen Vorsitzenden Jürgen Rieger als Bildmarke habe schützen lassen.[27]

- In der Schweiz betreibe ein langjähriger Aktivist der neonazistischen Schweizer Hammerskin-Szene einen Internetversand, der ausschließlich Kleidung von Thor Steinar verkaufe. Zudem gehörten die Betreiber des einzigen schwedischen Thor-Steinar-Shops in Huddinge bei Stockholm zur Neonazigruppe Svenska motstandsrörelsen („Schwedische Widerstandsbewegung“, SMR). Ein Redakteur der SMR-Zeitung Nationellt Motstand arbeite im Laden und verkaufe dort die Zeitung.[28]

Nach Einschätzung des Brandenburger Verfassungsschutzes ist Thor Steinar unter Rechtsextremisten beliebt und gilt als „szenetypisches Erkennungs- sowie Abgrenzungsmerkmal“.

## Juristische Auseinandersetzungen
Am 9. November 2004 wurde vom Amtsgericht Königs Wusterhausen die bundesweite Beschlagnahmung von Kleidung mit dem alten Logo der Marke angeordnet, die Vollstreckung wurde zunächst jedoch ausgesetzt. Staatsanwaltschaft und Polizei gingen am 17. November 2004 gegen MediaTex vor, versiegelten das Lager und stellten Beweismaterial sicher.
Zur selben Zeit wies das Landgericht Neuruppin die Beschwerde eines 20-jährigen Mannes zurück, dessen Thor-Steinar-T-Shirt im August 2004 in Oranienburg auf einer Demonstration beschlagnahmt worden war. Das Gericht verwarf die Beschwerde als unbegründet und führte in einem elfseitigen Beschluss aus, das öffentliche Verwenden des Logos der Marke sei eine strafbare Verwendung von Kennzeichen verfassungswidriger Organisationen nach § 86a Abs. 2 Satz 2 StGB, weil das Runen-Logo von Thor Steinar dem Symbol einer verfassungsfeindlichen Organisation zum Verwechseln ähnlich sehe. Nach dieser Auffassung mache sich strafbar, wer „in dem Bewusstsein dieser Verwechslungsfähigkeit“, also vorsätzlich, ein solches Kleidungsstück in der Öffentlichkeit trägt.
In der Folge existierte keine einheitliche Rechtsprechung bezüglich des alten Logos. Erst durch Entscheidungen des Brandenburgischen Oberlandesgerichts im September 2005, des Kammergerichts Berlin im Dezember 2006 und des Oberlandesgerichts Dresden im Februar 2008, die eine Strafbarkeit nach § 86 Abs. 2 Satz 2 StGB nicht gegeben sahen, wurde die Rechtsprechung angeglichen.
Der norwegische Staat erstattete im Februar 2008 Anzeige gegen das Unternehmen, da dieses auf zahlreichen Bekleidungsstücken die Staatsflagge Norwegens aufgenäht hatte. Der demokratische Staat Norwegen wolle nicht, dass Neonazis die Flagge für ihre Werbezwecke missbrauchen, so der Gesandte Norwegens in Deutschland. Gegen den ergangenen Bußgeldbescheid der Staatsanwaltschaft legte das Unternehmen Widerspruch ein. Eine Entscheidung stand im November noch aus, nachdem sich das Potsdamer Amtsgericht für „örtlich nicht zuständig“ erklärt und das Verfahren nach Bonn abgegeben hatte.
Zudem wehrt sich seit August 2008 Heckler & Koch gegen die Abbildung einer Silhouette des G36-Sturmgewehrs unter dem Aufdruck „Hausbesuche“ auf einem Pullover. Sie strebt eine Abmahnung gegen die MediaTex GmbH und Händler an, die den Pullover vertreiben.
Nachdem am 13. Juni 2012 die achtköpfige NPD-Fraktion zu einer Sitzung des Sächsischen Landtags verbotenerweise in Thor-Steinar-Kleidung erschienen war, machte Landtagspräsident Matthias Rößler von seinem Haus- und Polizeirecht Gebrauch und verwies die acht Abgeordneten des Saals.

## Proteste gegen Thor-Steinar-Läden

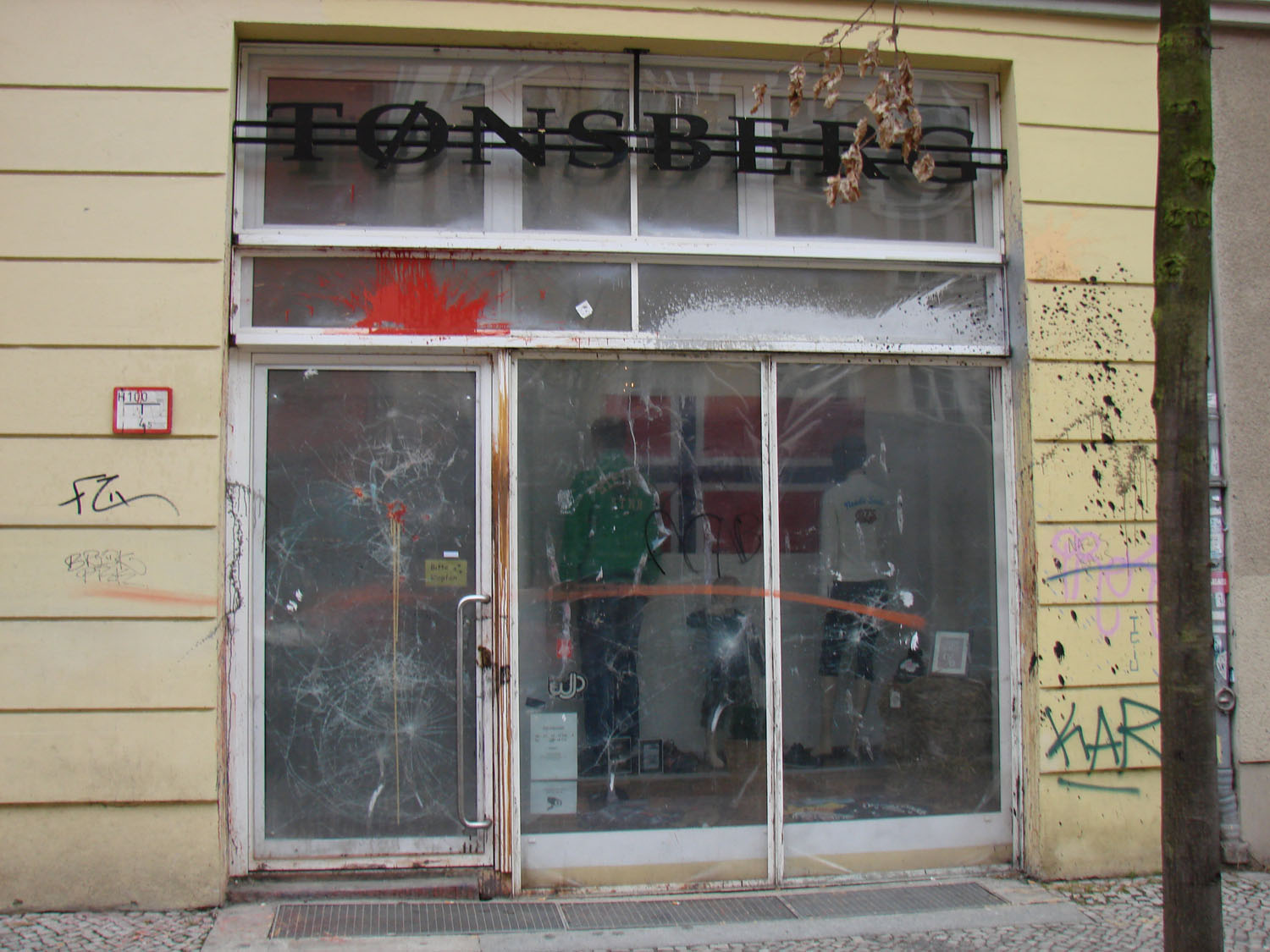
2010 geschlossenes Ladengeschäft Tønsberg in Berlin-Mitte: Fassade mit Farbspuren und Plexiglasschutz, Zugang nur nach Anklopfen.

Nach Farbbeutelanschlägen und Protesten von Anwohnern und Gewerbetreibenden wurde der Mietvertrag der Protex GmbH Uwe Meusels in Königs Wusterhausen für den kurz zuvor eröffneten Thor-Steinar-Laden Tønsberg in Berlin-Mitte im Februar 2008 gekündigt. Nach einer Räumungsklage im November 2010 wurde das Ladengeschäft geschlossen. Auch gegen einen weiteren Laden in Berlin-Friedrichshain war die Räumungsklage erfolgreich.
Zu ähnlichen Vorgängen bis hin zu gewalttätigen Auseinandersetzungen kam es auch in anderen Städten im Zusammenhang mit den Eröffnungen weiterer Ladengeschäfte der Protex GmbH. Gegen einige der Geschäfte bzw. ihre Betreiber laufen bzw. liefen Räumungsklagen der Vermieter, die sich oft als vom Betreiber in Hinblick auf die Rezeption der Marke desinformiert sehen, darin den Tatbestand der arglistigen Täuschung vermuten und dies als Anfechtungsgrund darstellen. Der Bundesgerichtshof erklärte die Anfechtung der Mietverträge wegen arglistiger Täuschung im August 2010 für zulässig und gab der Räumungsklage gegen einen Thor-Steinar-Laden statt. Nach Ansicht des Bundesgerichtshofs obliegt dem Mieter vor Abschluss des Mietvertrages eine Aufklärungspflicht gegenüber dem Vermieter darüber, dass die von ihm zum Verkauf angebotene Kleidung mit der rechtsextremistischen Szene in Verbindung gebracht wird. Verletzt der Mieter diese Pflicht, kann der Vermieter den Mietvertrag anfechten.
Eine einheitliche Rechtsprechung über die Informationspflicht des Mieters in Bezug auf die Marke Thor Steinar existiert allerdings nicht. Im August 2011 scheiterte vor dem Landgericht Halle die Räumungsklage des Vermieters bezüglich des seit 2009 in Halle (Saale) ansässigen Ladens Oseberg. Die Klage wegen arglistiger Täuschung scheiterte, da die Marke Thor Steinar vom Mieter im Verkaufsprofil angegeben wurde und der Vermieter sich, nach Ansicht des Richters, im Voraus über deren Hintergründe hätte informieren müssen. Der fünfjährige Mietvertrag ist erst im Frühjahr 2014 ausgelaufen. Die Aktion Ladenschluss will durch friedliche Aktionen und Proteste die Schließung des Ladens erreichen.
Auch gegen den in Braunau am Inn in Oberösterreich bestehenden Thor-Steinar-Laden wurden Proteste artikuliert. Eine 2009 angestrengte Räumungsklage wurde jedoch abgewiesen.
Nach Protesten hat Amazon Thor-Steinar-Produkte von seiner Handelsplattform entfernt und den ausschließenden Hinweis auf „Artikel, die den Nationalsozialismus verherrlichen oder verharmlosen“ in die Verkaufsrichtlinien aufgenommen. Bei der Internetauktionsplattform eBay ist der Handel mit Produkten der Marke verboten.
Im Hamburger Stadtteil Barmbek-Nord eröffnete im März 2017 der Laden Nordic Company, der die Marke Thor Steinar vertreibt. Auch dort fanden regelmäßig Mahnwachen statt. Der Regionalausschuss protestierte gegen den Laden in einer Resolution, die SPD, CDU, GRÜNE, LINKE, FDP und Piraten, nicht aber die AfD formuliert hatten. Der Laden musste nach einer gerichtlichen Auseinandersetzung zwischen der Eigentümergemeinschaft des Hauses und dem Eigentümer des Ladenlokals Ende Januar 2018 schließen.

## Storch Heinar
Die Aktion Endstation Rechts der Jusos Mecklenburg-Vorpommern vertreibt Textilartikel, die Thor Steinar mit der Marke Storch Heinar parodieren. Heinar ist ein Storch, der an einer „Froschfleisch-Intoleranz“ leidet und eine Vorliebe für Eierlikör hat. Er tritt mit Stahlhelm, Scheitel und Hitlerbart auf. Thor Steinar strengte eine Klage gegen die Jusos an, die daraufhin zur Prozesskostenfinanzierung „Retter“-T-Shirts mit der Aufschrift Weltkriegsverliererbesieger seit 1945 verkaufen. Das Landgericht Nürnberg-Fürth wies am 11. August 2010 die Klage weitgehend ab. Es bestehe keine Verwechslungsgefahr von „Storch Heinar“ mit „THOR STEINAR“, darüber hinaus sei „ein etwaiger Marken- oder Wettbewerbsverstoß als satirische Auseinandersetzung mit den klägerischen Marken von den Grundrechten der Meinungsfreiheit (Art. 5 Abs. 1 GG) und der Kunstfreiheit (Art. 5 Abs. 3 GG) erfasst“.